# Jula
Jula (sau Giula, în maghiară Gyula) este un oraș în județul Bichiș (în maghiară Békés megye) din Ungaria. La recensământul din anul 2001 au fost înregistrați 33 041 de locuitori, din care circa 750 de apartenența etnică și lingvistică română (adăugând maghiari din Ardeal emigrați în Ungaria se estimează circa 2.500-3.000 de persoane vorbitoare de limbă română printre locuitorii orașului).

## Istorie

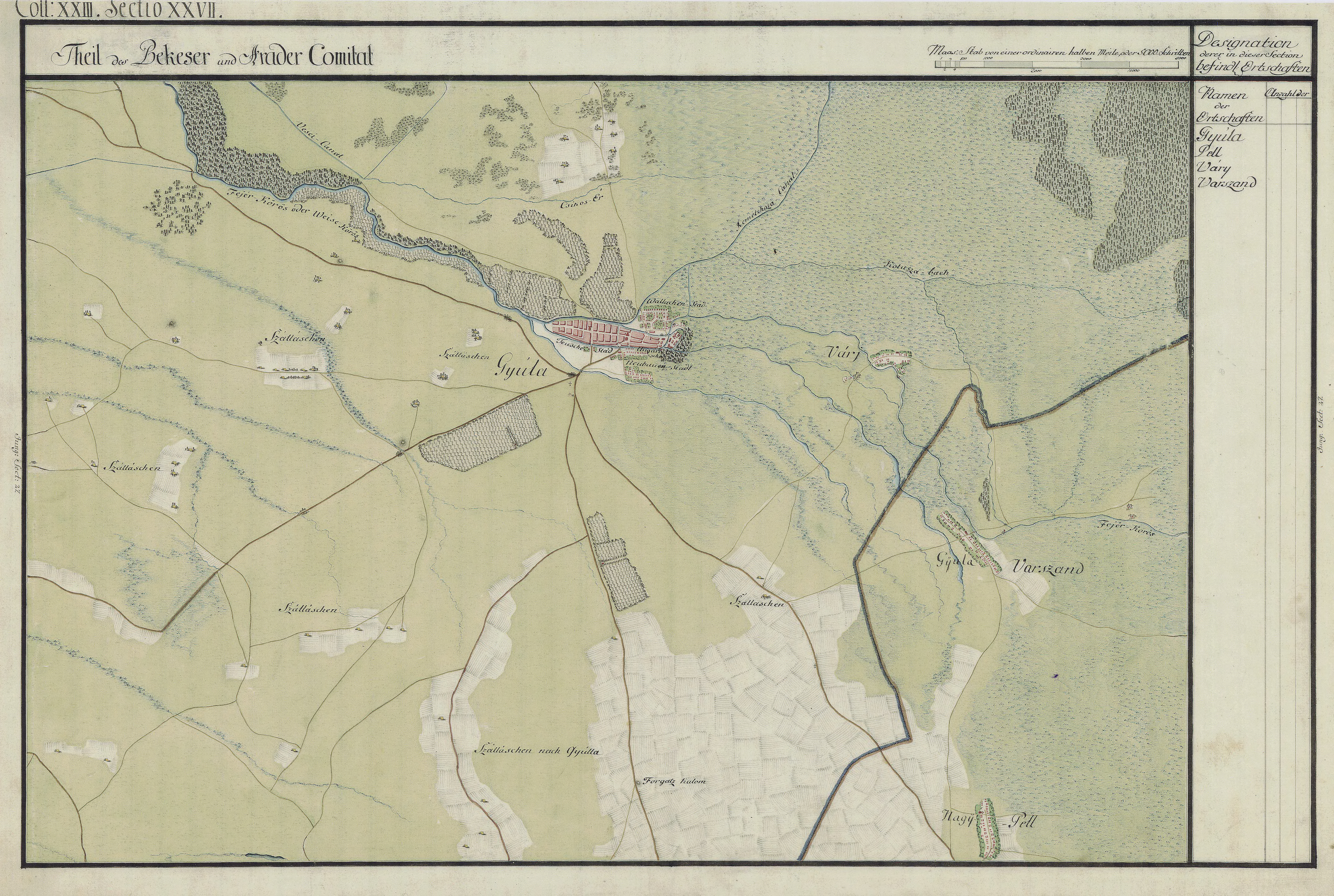
Giula în hărțile iozefine ale Comitatului Bichiș, 1782-85

Într-un document din anul 1313 este amintită mănăstirea Julamonustra (latină). În anul 1332 se folosea deja pentru așezarea care s-a format în jurul mănăstirii, denumirea de Giula - Ghyula. Originea denumirii localității este disputată. Una dintre variante vorbește despre un nobil pe nume Jula - Ghyula care ridicând mănăstirea, a dat acesteia numele său. 
2 septembrie 1566 - Giula cade în stăpânirea turcilor.
9 ianuarie 1695 - Giula revine de sub ocupația turcească în mâinile creștinilor, o oaste formată din circa 1 500 de turci părăsind orașul. Cancelaria imperială austriacă imediat numește pe Edelspacher Zsigmond drept căpitan al orașului. 
1698 - cancelaria imperială austriacă găsește doar 10 locuitori în localitatea Bichiș, în toată regiunea dintre Gyulavari și Szent-Andras.
1711 - căpitanul Károlyi Sándor al lui Rákóczy Ferencz lovește puternic cetatea timp de 17 zile. Pe partea de nord-est a cetății încă se mai văd mari crăpături cauzate în timpul asediului.
1714 - încep sa vină primii coloniști, 20 familii maghiare, care se stabilesc pe locul cel mai înalt al orașului.
1715 - 49 familii în Giula.
1717 - conscripția comitatensă Bichiș/Békés din 1717 - Nomina incolarum comitatus békessiensis secundum conscriptionem de anno 1717
Capii de familie din Gyula, conform conscripției comitatense erau: Balog István, Bordás István, Csapó János, Csapó Péter, Cseke András, Cseke Péter, Csere András, Cseri János, Deák István, Deák Mihály, Fabián Péter, Farkas György, Fekete István, Fekete István, Gácsi Pál, Gellén Ferencz, Geröcz János, Kádár Miklós, Kis András, Kis István, Kis Mályás, Kis Mihály, Biró, Kis Péter, Kovács István, Labancz István, Mészáros Márton, Moses Mihály, judecator, Nagy András, Nagy György, Nagy Mihály, Nagy Miklós, Nyikó Márton, Nyiri Mihály, Oláh András, Oláh János, Oláh János, Oláh Lukács, Pap István, Pataki Mihály, Petö Lörincz, Pusztay Ferencz, Rácz Mihály, Serfözö Márton, Simon Ferencz, Szabó Tamás, Tóth György, Tóth Mátyás, Tövisháti András, Varga Mátyás, în total 49 de familii maghiare. Se pare însă că ar fi existat și câteva familii sârbești. 
Conform conscripției comitatense din acest an a sârbilor și românilor din oraș, Rasciani et Valachi Gyulaiensis, au fost găsite 13 familii sârbești și două românești. Cele două nume românești includ un Moldvan Andras (Moldovan Andrei) și un anume Joon (Ion) fără nume de familie. Cele două familii nu apar înscrise atunci cu nicio proprietate taxabilă, spre deosebire ce familiile sârbești.
1719 - cancelaria imperială prefecturală mai găsește doar 28 de familii în Giula. Restul de 21 de familii se pare că au plecat, pe măsură ce apăreau noi sate în zonă.
1723 - Giula și domeniul fiscal Bichiș-Arad-Csongrad trec în stăpânirea baronului Johann Georgius Harruckern.
Maghiarii au repopulat Giula aduși fiind din localitatea Gerla. Gerla, astăzi pustă pe valea Crișului între Giula și Bichiș, cuprindea două sate: Alsó- és Felso-Gerla (Gherla de Jos și Gherla de Sus). Aici guverna familia Abrahamfy, de unde s-a tras și apelațiunea "de Gerla". Avea castel și heleșteu, iar mănăstire s-a ridicat la 1533.
1730 - încep să se așeze în Giula germanii, aduși din Rhenania.
1735 - căpitanul Pero Seghedinaț înconjură cetatea, iar Sebestyén János cere liderilor cetății să se predea curuților, însă cetatea refuză capitularea.
1738 - epidemie de ciumă în care mor 1 308 persoane.
1744 - este demontat ultimul minaret turcesc din cetate.
10 septembrie 1755 - se pune temelia actualei catedrale romano-catolice, iar la 16 noiembrie 1777 este sfințită.
1770 - prima farmacie din oraș.
1783 - Giula are 6 434 locuitori.
1795 - se construiește biserica reformată.
1798 - se construiește castelul din interiorul cetății.
9 iulie 1801 - în timpul nopții se produce un mare incendiu care în decurs de trei ore distruge cea mai mare parte a orașului, castelul, în timp ce bisericile romano-catolică, reformată și românească ard complet.
11 mai 1807 - împăratul Austriei Francisc I vizitează Giula.
29-31 ianuarie 1816 - se produc mari distrugeri în urma inundațiilor, 179 case fiind acoperite de apele revărsate ale Crișului Alb.
1825 - se ridică biserica ortodoxă neunită.
1826 - se decide ridicarea primului spital din oraș, inaugurat însă abia la 1 mai 1846.
1831 - epidemia de holeră ucide 596 persoane.
1839 - conform datelor statisticii maghiare, din cei 15.462 de locuitori ai orașului Jula, 3.904 erau ortodocși, 7.898 romano-catolici, 3.615 reformați ș.a.
1843 - inundațiile acoperă 203 case.
1855 - se produce o mare inundație.
25 iunie 1857 - prin vizita împăratului Austriei Francisc Iosif I și a împărătesei, de la 1 octombrie 1857 orașul maghiar se contopește cu cel german, formând orașul Gyula.
1910 - conform datelor recensământului efectuat de autoritățile austro-ungare, din cei 24.284 de locuitori ai orașului Giula (Jula), 3.391 erau ortodocși, 101 greco-catolici, 12.094 romano-catolici, 6.975 reformați ș.a. Din punct de vedere etnic, 2.540 s-au declarat români, 19.808 unguri, 1.581 germani, 313 slovaci ș.a.

## Personalități
- Albrecht Dürer cel Bătrân (1427 - 1502), meșter aurar, tatăl lui Albrecht Dürer;
- Moise Nicoară (1784 - 1861), jurist, profesor, traducător, scriitor și un patriot român, luptător pentru drepturile românilor din Banat și Crișana;
- Ferenc Erkel (1810 - 1893), compozitor, fondatorul Operei Naționale Maghiare;
- George Pomuț (1818 - 1882), general și diplomat american, de origine română;
- David Voniga (1867-1933), preot, publicist român;
- Mihail Mărcuș (1876 - 1949), deputat în Marea Adunare Națională de la Alba Iulia 1918;
- Zoltán Bay (1900 - 1992), fizician;
- Imre König (1901 - 1992), șahist multinațional;
- Ilie Ardelean (1906 - 1972), medic român, membru corespondent al Academiei Române;
- Edith Farkas (1921 - 1993), cercetătoare în spațiul antarctic.

## Monumente

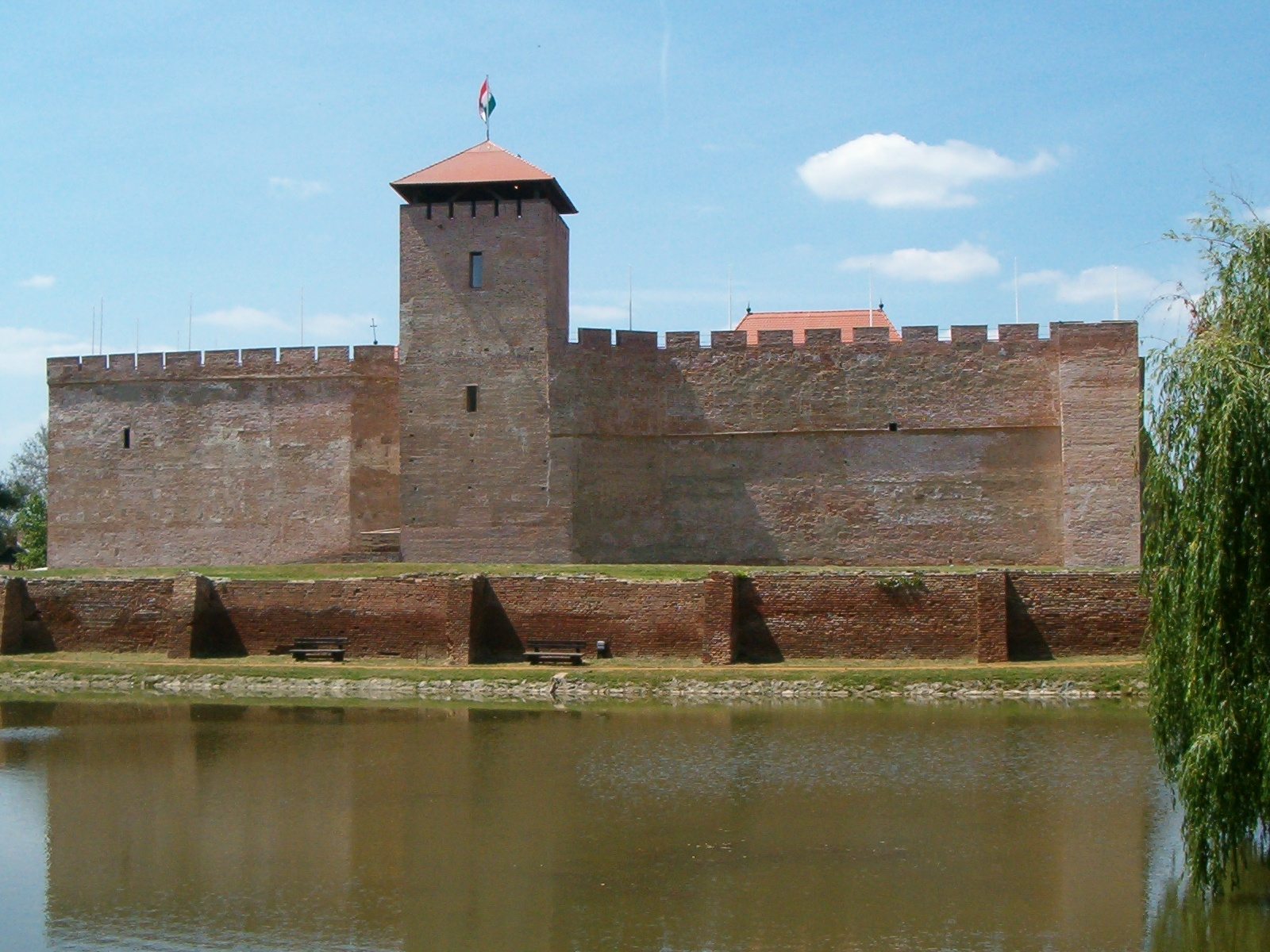
Cetatea Gyula

În mijlocul orașului se află cetatea veche (secolul al XIII-lea), acum centru comercial și punct de atracție turistică. Este de asemenea sediul teatrului în aer liber. În apropiere se întind băile termale, recunoscute pentru efectele lor terapeutice.  
În Orașul mare românesc puteți admira clădirea Liceului "Nicolae Bălcescu" proiectat de Szabó Jen. Arhitectura liceului românesc aduce cu cea a bisericilor de lemn din Ardeal. Nu departe se află sediul Autoguvernării pe Țară a Românilor din Ungaria și Catedrala Ortodoxă Sfântul Nicolae construită în secolul al XIX-lea. O altă biserică ortodoxă românească se află în Micul oraș Românesc.
În oraș există busturi ale lui Moise Nicoară, Liviu Rebreanu și Nicolae Bălcescu.
Tot aici s-a născut la 31 mai 1818 și renumitul George Pomuț, nepotul lui Dinică Pomuț, fierar, de origine din satul Săcele, comitatul Brașov. El a părăsit Ungaria în timpul revoluției de la 1848, prin Italia, ajungând în SUA. A devenit ulterior general de brigadă în armata nordistă în timpul războiului de secesiune din SUA și ulterior a devenit consulul general al SUA la St. Petersburg. În această ultimă calitate a negociat cumpărarea regiunii Alaska de către guvernul SUA de la Imperiul Rus. Ilustrul român vorbea 4 sau 5 limbi. A murit în Rusia, locul său de veci fiind situat în cimitirul din Smolensk. Soarta averii sale constituie și azi un mister iar tema rămâne subiect de speculație.

## Orașe înfrățite
- Budrio, Italia, din 1965
- Ditzingen, Germania, din 1991
- Zalău, România
- Miercurea Ciuc, România, din 1993
- Arad, România, din 1994
- Krumpendorf am Wörther See, Austria, din 1995
- Schenkenfelden, Austria, din 1997

## Demografie
Componența etnică a orașului Gyula
     Maghiari (91,46%)
     Români (3,44%)
     Germani (3,43%)
     Necunoscut (0,75%)
     Alții (0,92%)
Componența confesională a orașului Gyula
     Fără religie (27,03%)
     Romano-catolici (18,64%)
     Reformați (18,09%)
     Ortodocși (1,97%)
     Luterani (1,65%)
     Atei (1,47%)
     Necunoscută (30,77%)
     Alte religii (2,91%)
Conform recensământului din 2011, orașul Gyula avea 30.727 de locuitori. Din punct de vedere etnic, majoritatea locuitorilor (91,46%) erau maghiari, existând și minorități de români (3,44%) și germani (3,43%). Apartenența etnică nu este cunoscută în cazul a 0,75% din locuitori. Nu există o religie majoritară, locuitorii fiind persoane fără religie (27,03%), romano-catolici (18,64%), reformați (18,09%), ortodocși (1,97%), luterani (1,65%) și atei (1,47%). Pentru 30,77% din locuitori nu este cunoscută apartenența confesională.